# Mårdsjöns naturreservat
Mårdsjöns naturreservat är ett naturreservat i Norrtälje kommun i Stockholms län.
Området är naturskyddat sedan 2011 och är 24 hektar stort. Reservatet omfattar Mårdsjön, våtmarker kring och norr om denna och skog. Reservatet består av barrblandskog, granskog och sumpskog.